# Walter von Palermo

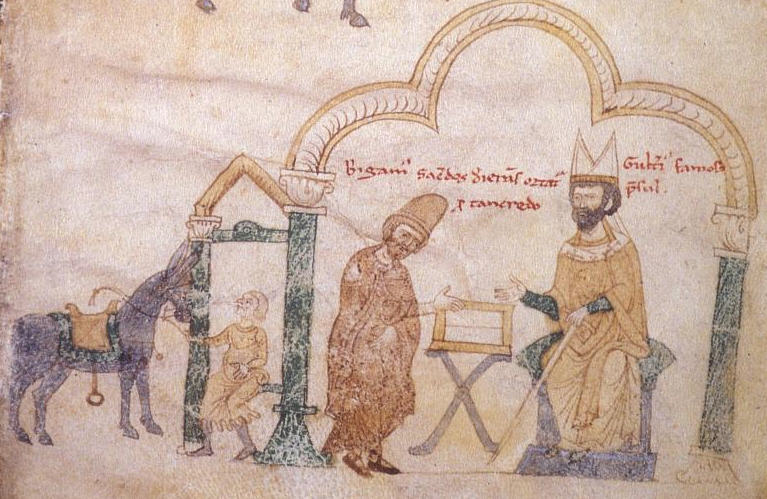
Walter (rechts) und Matheus von Salerno (links: Bigamus sacerdos) im Liber ad honorem Augusti des Petrus von Eboli

Walter, fälschlich of the Mill (neulat. Offamilius, ital. Gualtiero Offamilio; die autographe Namensform ist Gualterius) (* in Sizilien; † nach Juni 1190 in Palermo) war Erzbischof von Palermo von 1169 bis 1190 und führendes Mitglied des Familiarenkollegiums am Hofe Wilhelms II. von Sizilien.

## Herkunft und Karriere

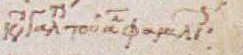
Der Grund der Falschbezeichnung auf griechischer Urkunde von 6681 (=1172)

Eine englische Herkunft Walters wurde zuerst von Rocco Pirri in der Sicilia Sacra mit dem nicht zeitgenössischen Beinamen Ophamilius postuliert und dann allgemein nachgeschrieben. Bereits im Jahre 1887 (sic!) hat Wilhelm Behring, Gymnasiallehrer im ostpreußischen Elbing, gezeigt, dass es sich bei Of the Mill (Ophamilius) um eine Fehlinterpretation aus dem Griechischen handelt, ohne dass diese Erkenntnis in Italien und Sizilien rezipiert worden wäre. Fast hundert Jahre später hat ein Amerikaner diese Beobachtung wiederholt, in der wissenschaftlichen Literatur setzt sich diese Erkenntnis allmählich durch, aber außerhalb der Fachkreise ist die englische Herkunft Walters ein anscheinend unausrottbarer Mythos, auch wenn Engländer in der Geschichte Siziliens im 12. Jahrhundert eine Rolle gespielt haben. Πρωτοφαμιλιάριος kommt allerdings nicht als Selbstaussage vor. In der autographen Unterschrift verwendet Walter nur den Begriff familiarius, wenn er nicht überhaupt fortgelassen wird. Die Gleichsetzung mit Gualterus Anglicus ist nicht haltbar, er kann aber als Autor eines Hymnus auf die Hl. Agatha angesehen werden.

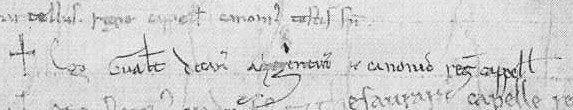
Walter als Dekan und Kanoniker 1167

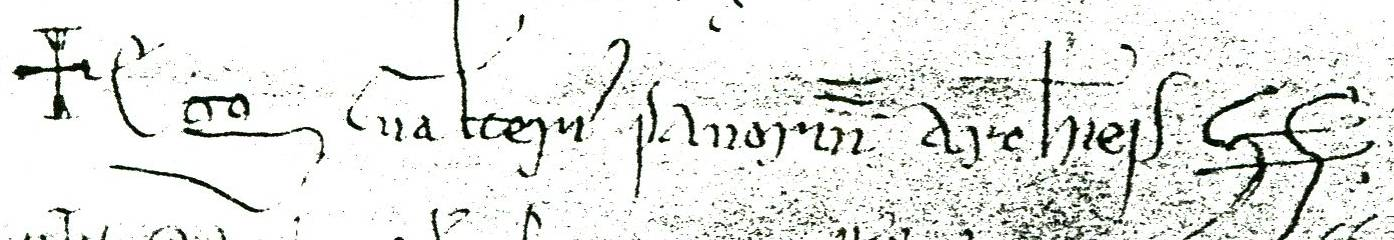
Eigenhändige Unterschrift Walters auf Urkunde von 1182

Walter war Archidiakon von Cefalù, dann Dekan von Agrigent, Kanoniker der Hofkapelle und Erzieher der Söhne Wilhelms I., musste sich diese Aufgabe jedoch 1166 mit Petrus von Blois teilen. Die Familie war in Sizilien ansässig, bekannt sind die Namen seiner Mutter Bona und zweier Brüder: Bartholomäus war seit 1171 Bischof von Agrigent. Ein weiterer Bruder Johannes ist 1174 bezeugt.
Bei der Umgestaltung des Familiarenrats nach der Vertreibung des Stephan von Perche gelang es ihm, den Einfluss der anderen Familiaren weitgehend zurückzudrängen. Nur der magister notarius und spätere Vizekanzler Matheus von Salerno konnte einen ähnlichen Einfluss behaupten, so dass Richard von San Germano die beiden als „Säulen des Reiches“ bezeichnen konnte. Hugo Falcandus erklärt ihn im Schlusssatz seiner Historia zum eigentlichen Herrscher.

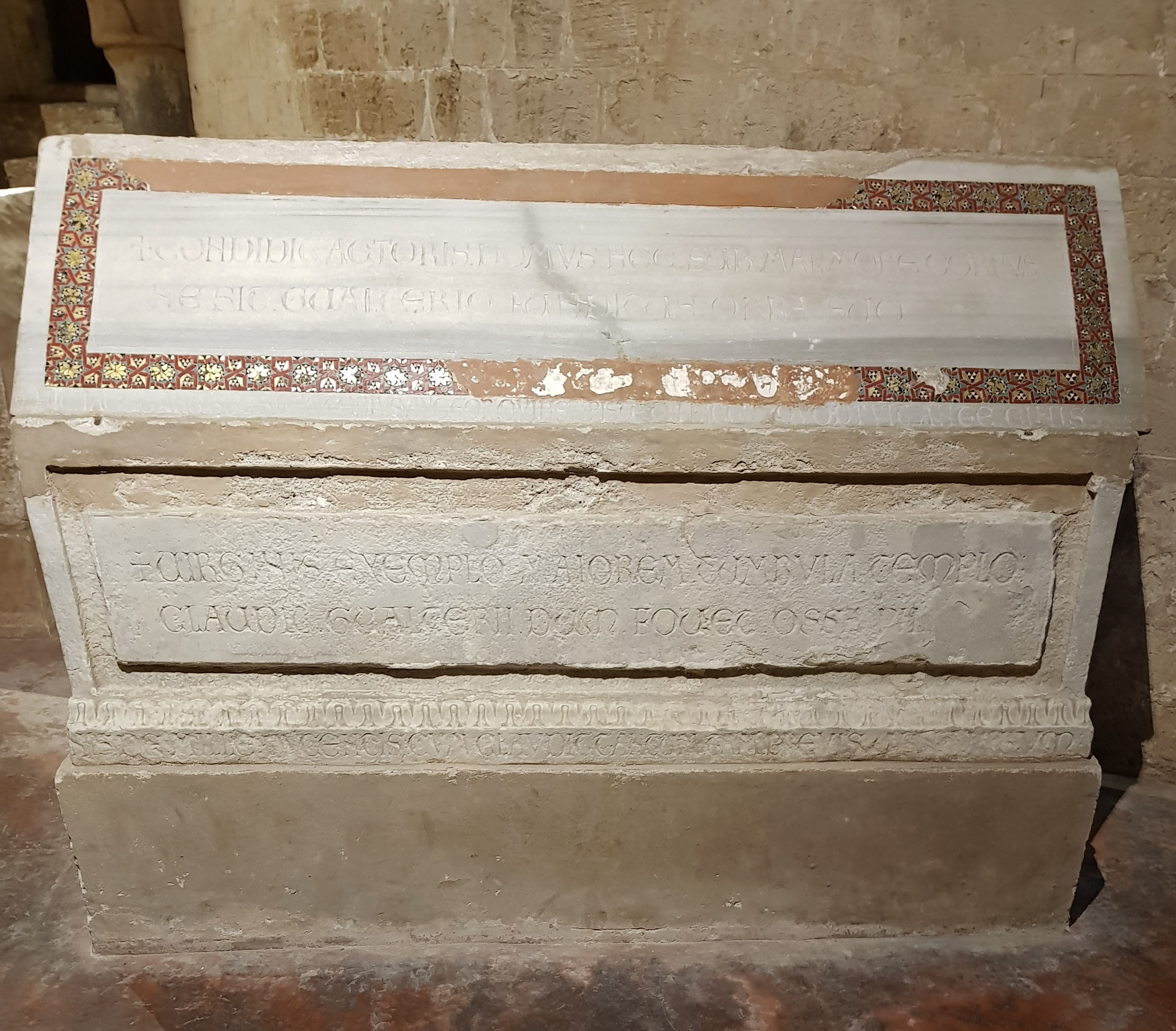
Sarkophag Walter von Palermo im Dom von Palermo

Im September 1169 wurde Walter in Palermo zum Bischof geweiht, nachdem Papst Alexander III. trotz des Widerstands der Königin Margarete seine Zustimmung erteilt hatte. Bei der Kontrolle der kirchlichen Wahlen, die dem König von Sizilien im Vertrag von Benevent zugestanden worden war, war er der hauptsächliche Berater, in der Innenpolitik bemühte er sich um den Ausgleich der Spannungen und Vermeidung von Konflikten, weshalb die Epoche Wilhelms II. der Nachwelt in einem verklärten Licht erschien. Walters Widerstand gegen die Erhebung Monreales zum Erzbistum blieb erfolglos. Selbst gründete er die Zisterzienserabtei Santo Spirito und betrieb den Neubau der Kathedrale, die 1185 eingeweiht wurde. Die ehemals griechische Abtei S. Trinità di Ligno übertrug er ebenfalls den Zisterziensern.
In der Außenpolitik förderte er den Ausgleich mit dem westlichen Kaiserreich durch die Heirat von Wilhelms Tante Konstanze mit Heinrich VI. Die eidliche Verpflichtung des sizilischen Adels auf die staufische Eventualnachfolge bei einer Reichsversammlung in Troia 1184 geht auf seine Initiative zurück, wobei er sich gegen den Vizekanzler Matheus durchsetzen konnte. Nach dem Tode Wilhelms 1189 war seine stauferfreundliche Politik nicht mehrheitsfähig, da auch Papst Coelestin III. gegen eine Nachfolge Heinrichs agierte. Im Januar 1190 musste Walter Tankred von Lecce in Palermo zum König krönen und seinem alten Rivalen Matheus das Feld überlassen.
Walter starb noch im Laufe des Jahres 1190 und wurde in der Kathedrale beigesetzt. 1728 wurde der Sarkophag in die neu angelegte Krypta überführt.
Ende 1191 wurde sein Bruder Bartholomäus mit Zustimmung Tankreds zum Erzbischof von Palermo erhoben.